# Komora jonizacyjna

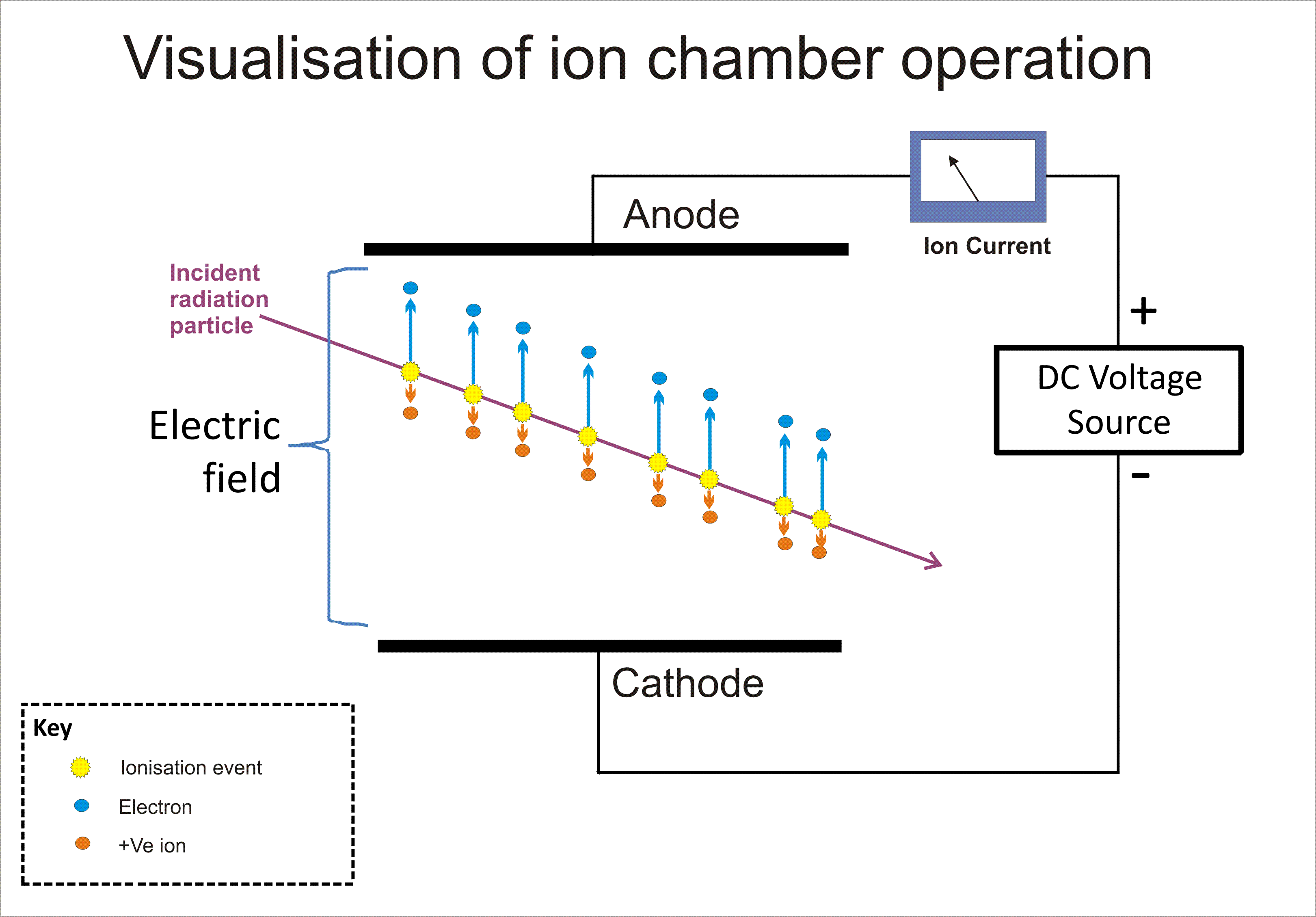
Idea działania komory jonizacyjnej.

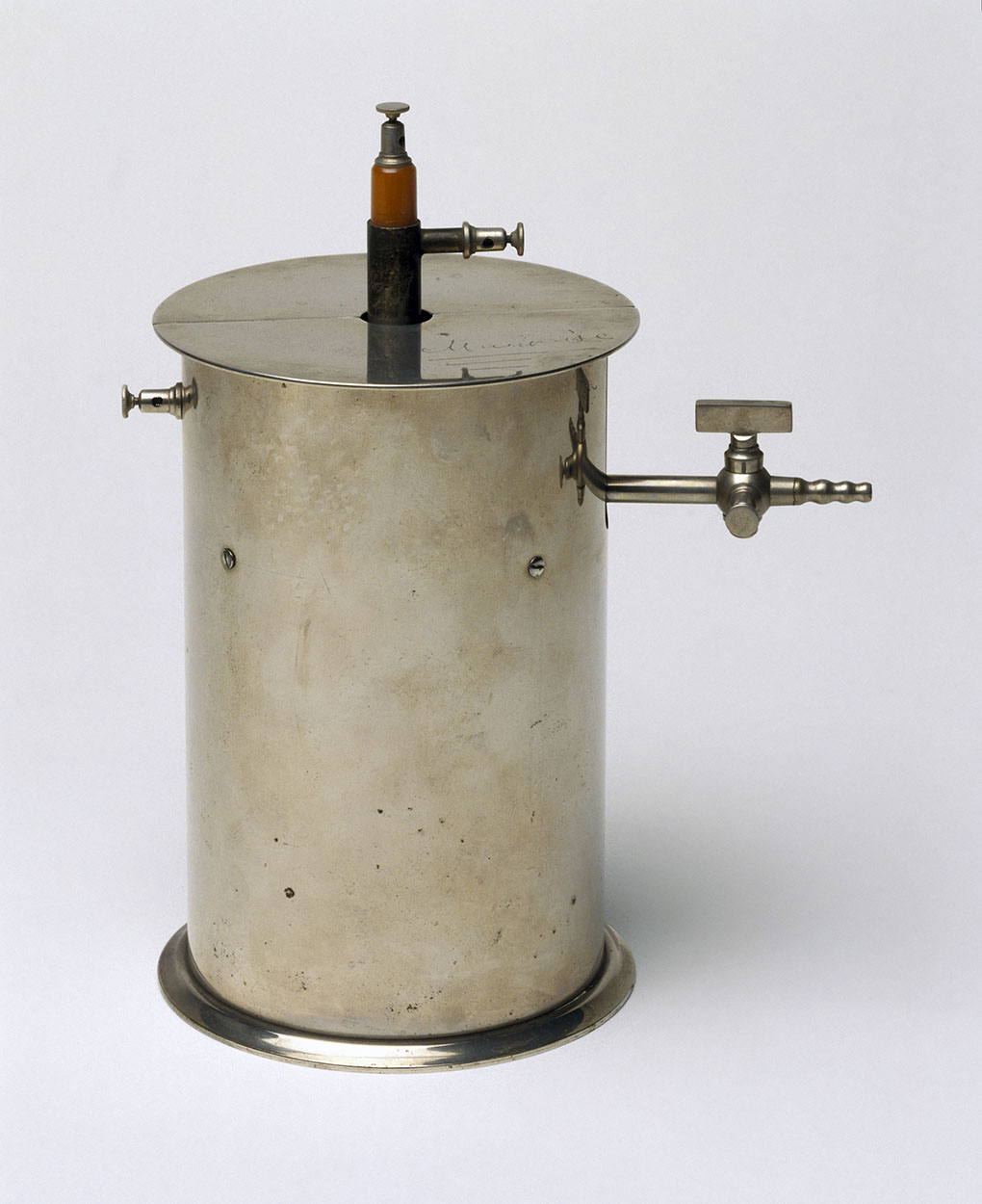
Komora skonstruowana w latach 1895–1900 przez Piotra Curie

Komora jonizacyjna – urządzenie do pomiaru i rejestracji promieniowania wywołującego jonizację gazu (promieniowanie jądrowe, promieniowanie rentgenowskie, cząstki elementarne). Komorami jonizacyjnymi nazywa się te detektory jonizacyjne promieniowania, w których ładunek zbierany na elektrodach powstaje jedynie w wyniku jonizacji przez rejestrowane cząstki (jonizację pierwotną).
W gazie wypełniającym komorę w wyniku promieniowania powstają jony oraz uwolnione elektrony, które pod wpływem pola elektrycznego elektrod  wędrują do odpowiednich elektrod. Pomiar odbywa się poprzez pomiar prądu jonizacyjnego (komora prądowa) lub zliczania oddzielnych impulsów (komora impulsowa). Zastąpienie gazu w komorze cieczą (np. ciekły argon) lub ciałem stałym (półprzewodnik) umożliwia uzyskanie przy danym promieniowaniu większych sygnałów na elektrodach.
Występowanie w komorze tylko jonizacji pierwotnej odpowiada współczynnikowi wzmocnienia gazowego A=1.
Jednym z parametrów charakteryzujących komory jonizacyjne (i liczniki Geigera) jest długość plateau, czyli długość płaskiego odcinka charakterystyki prądowo-napięciowej komory, podana w woltach.
Jedną z pierwszych komór jonizacyjnych stworzył Pierre Curie